# Frąca (Smętowo Graniczne)
Pour les articles homonymes, voir Frąca.
Frąca est une localité polonaise de la gmina rurale de Smętowo Graniczne située dans le powiat de Starogard en voïvodie de Poméranie. Elle se trouve à environ 27 kilomètres au sud de Starogard Gdański et 70 km au sud de la capitale régionale Gdańsk.

## Géographie

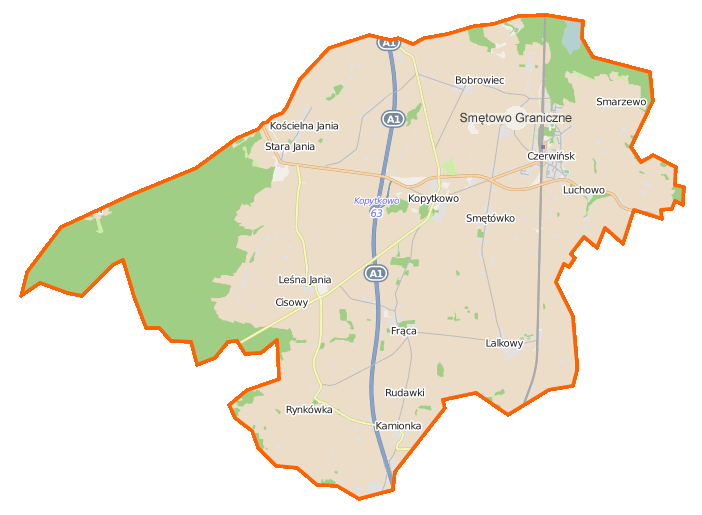
Carte de la gmina de Smętowo Graniczne.